# Quinsac (Dordogne)
Quinsac, okzitanisch Quinçac, ist eine französische Gemeinde mit 384 Einwohnern (Stand 1. Januar 2022) im Arrondissement Nontron im Norden des Départements Dordogne in der Region Nouvelle-Aquitaine. Sie gehört zum Kanton Brantôme en Périgord. Zuständiger Gemeindeverband ist die Communauté de communes Dronne et Belle. Ferner ist sie Grenzgemeinde zum Regionalen Naturpark Périgord-Limousin. Die Einwohner werden als Quinsacois bzw. Quinsacoises bezeichnet.

## Etymologie
Quinsac, okzitanisch Quinçac, 1151 noch als Quinciacum bezeichnet, leitet sich ab vom gallorömischen Eigennamen Quintius und der Endsilbe -acum mit der Bedeutung Anwesen, Domäne des...

## Geographie

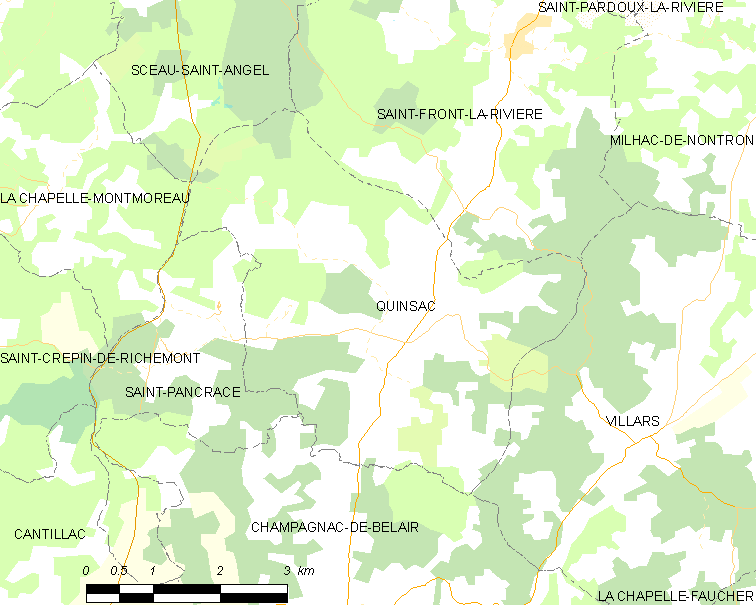
Lagekarte von Quinsac

Quinsac liegt 8 Kilometer nordnordöstlich von Brantôme und 11 Kilometer südsüdöstlich von Nontron (Luftlinie). Die Gemeinde wird von folgenden Nachbargemeinden umgeben:
| Sceau-Saint-Angel      | Saint-Front-la-Rivière                      |         |
| La Chapelle-Montmoreau | Kompassrose, die auf Nachbargemeinden zeigt | Villars |
| Saint-Pancrace         | Champagnac-de-Belair                        |         |

Die Gemeinde Quinsac setzt sich aus folgenden Geländepunkten, Weilern, Gehöften, Mühlen sowie einem Schloss zusammen:
Beauvinières, Blanchardière, Bois des Rochers, Chabanet, Château de Vaugoubert, Chez Duret, Chez Nanot, Chez Pitois, Doumejièras, Faurellière, Jayac, La Charbonnière, La Genèbre, La Grande Font, La Petite Forêt, La Tachoune, Labarde, Laroche, Lascaud, Laumède, Lavergne, Le Bost, Le Buisson, Le Cocu, Le Grand Moulin, Le Peix, Le Tuquet, Les Baisses, Les Chaumes (verfallen), Les Combes, Les Grands Bois, Les Simmonières, Les Termes, Maison-Neuve, Maletière, Mars, Maurelière, Peyrebelaygue, Piffan, Teillac und Villeviale.
Der topographisch niedrigste Punkt im Gemeindegebiet von Quinsac mit 115 Metern über dem Meeresspiegel liegt im Süden an der Dronne, die hier die Gemeinde verlässt. Die höchste Stelle mit 230 Metern befindet sich an der Nordwestecke unweit von Saint-Angel (Gemeinde Sceau-Saint-Angel). Die absolute Höhendifferenz beträgt 115 Meter.

### Verkehrsanbindung
Der Ortskern liegt an der durch das Dronnetal nach Norden (von Brantôme nach Saint-Pardoux-la-Rivière) verlaufenden D 83. Den Ortskern durchquert ferner die D 98 von Villars nach Saint-Pancrace in Ost-West-Richtung. Sie bindet hinter Saint-Pancrace an die D 675 von Brantôme nach Nontron an und setzt sich dann bis Saint-Crépin-de-Richemont weiter fort. Parallel zur D 83 folgt eine Kommunalstraße flussaufwärts der rechten Talseite der Dronne nach Saint-Front-la-Rivière. Von ihr zweigt bei Les Combes nach links (Westen) eine Kommunalstraße ab, die über den Weiler Teillac die D 675 ansteuert oder nach einer Abzweigung nach rechts über Lavergne nach Saint-Angel führt. Schließlich besteht vom Ortskern bzw. von Villeviale ausgehend über das verfallene Kloster Boschaud eine weitere Verbindung nach Villars im Osten.

### Bodenbedeckung

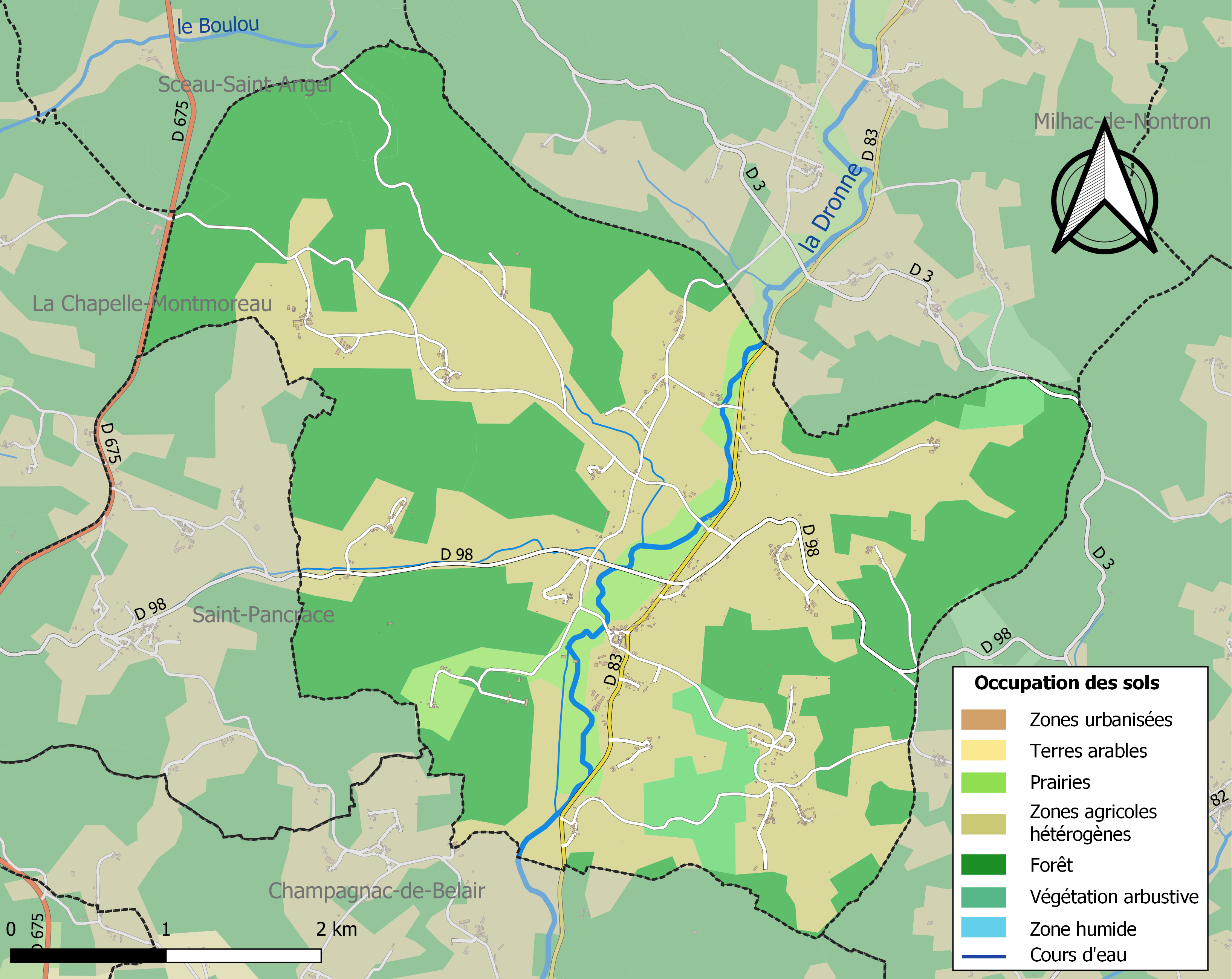
Bodenbedeckung in Quinsac

Die Bodenbedeckung der Gemeinde Quinsac schlüsselt sich im Jahr 2018 gemäß der europäischen Datenbank CORINE Land Cover (CLC) wie folgt auf:
- Wälder – 48,3 %
- heterogene landwirtschaftliche Nutzung – 43,0 %
- Wiesen – 5,3 %
- Buschwerk – 3,3 %

Die forstwirtschaftliche Nutzung (mit Wäldern und seminaturellem Buschwerk) steht im Vordergrund. Der Anteil der Waldflächen hat sich seit 1990 von 51,2 % nur geringfügig auf 51,6 % im Jahr 2018 vergrößert.

## Klima
Quinsac besitzt ein abgeschwächtes ozeanisches Klima, das sich durch folgende Parameter auszeichnet:
| Klimaparameter im Zeitraum 1971–2000 - Jahresmittel: 12,1 °C - Anzahl der Tage unter −5 °C: 3,8 - Anzahl der Tage oberhalb 30 °C: 7,8 - Maximum im Tages-Temperaturunterschied: 15,0 °C - Jahresniederschlag: 949 mm - Niederschlagstage im Januar: 13,0 - Niederschlagstage im Juli: 7,0 |

Durch den Klimawandel zeichnen sich Erhöhungen im Jahresmittel ab, die sich bereits auch bemerkbar machen. So ist beispielsweise an der 63 Kilometer entfernten Wetterstation am Flughafen von Limoges-Bellegarde das langjährige Jahresmittel von 11,2 °C für 1971–2000 über 11,4 °C für 1981–2010 auf 11,8 °C für 1991–2020 angestiegen – ein Zuwachs um 0,6 °C innerhalb von 20 Jahren.

## Hydrographie

Hydrographische Karte von Quinsac

Das Gemeindegebiet wird mittag von der Dronne in südlicher Richtung durchflossen. Sie besitzt zwei rechte Seitentäler, die beide unmittelbar nördlich des Ortskerns in der Dronne aufgehen: ein vom Weiler Lavergne in Südostrichtung herunterziehender Seitenarm sowie ein nach Osten gerichtetes Quertal, welches im Ortskern von Saint-Pancrace seine Quelle hat. Nördlich vom Château de Vaugoubert öffnet sich nach Westen ein kleines rechtsseitiges Trockental. Linksseitig der Dronne münden nördlich von Blanchardière ein nach Westen orientiertes Trockental, das östlich von Lascaud seinen Ursprung nimmt, sowie südlich von Blanchardière ein weiteres kleines Trockental.
Die Dronne gehört zum Flusssystem Isle-Dronne.
Die Gesamtlänge des Entwässerungsnetzes in der Gemeinde Quinsac beträgt 9,5 Kilometer.

## Geologie

Geologische Karte von Quinsac

Die Gemeinde Quinsac liegt vollständig auf flach liegenden (Einfallswinkel bis maximal 5° gen Südwest) Sedimenten des nördlichen Aquitanischen Beckens.
Älteste aufgeschlossene Formation ist das Bathonium (Dogger – Formation j2-6a). Dessen kryptokristalline Kalke sind gerade noch am Nordrand bei Laumède aufgeschlossen. Über diese Juraschichten trangredierte das Cenomanium (Formation C1-2) mit grünen, Austern führenden Mergeln, Feinsanden und sandigen Alveolinenkalken. Das Cenoman säumt die linke Talseite der Dronne bis zum Ortskern von Quinsac, auf der rechten Talseite reicht es nur bis Doumejièras. Außerdem findet es sich im ersten rechten Seitental bei Lavergne. Auf das Cenoman folgt das Ligérien (Unterturon – Formation c3a), das am Ortskern und in sämtlichen Seitentälern der Dronne ansteht. Es besteht aus knolligen bis plattigen, weißen Kreidekalken. Über das Ligérien legen sich die Rudistenkalke des Angoumiens (Formation c3b). Die recht resistente Angoulême-Formation an seiner Basis kann Härtlinge im Gelände bilden. Die mesozoische Schichtenfolge endet in der Gemeinde Quinsac mit harten Fossilkalken des Coniaciums (Formation c4), die gerade noch am Südwestrand angeschnitten werden.
Die Höhenlagen links und rechts der Dronne werden von tertiären Hüllsedimenten verdeckt. Die topographisch höchste Position wird von pliozänen oder unterpleistozänen Schottern und Kiesen eingenommen (Formation Fs). Ihre Ausdehnung ist insbesondere am Ostrand sehr extensiv. Tiefere Hanglagen werden von Kolluvium bedeckt (Formationen ACF und AC), welches zum Großteil aus der Formation Fs hervorgegangen ist und während der pleistozänen Vereisungen Umlagerungen erfuhr. Die Trockentäler werden von würmeiszeitlichen Kalkhangschutt verfüllt (Formation GP). Im Dronnetal selbst finden sich zwei risseiszeitliche Terrassensysteme und eine rezente, holozäne Sedimentverfüllung (Formation K). Die ältere Oberterrasse ist nur noch bei Beauvinières erhalten (Formation Fwa), die jüngere Unterterrasse (Formation Fwb) findet sich praktisch überall im Dronnetal.
Erwähnenswert ist eine Störung, die am Südostrand in südöstlicher Richtung ins südliche Gemeindegebiet von Villars hinüberzieht und die zu einem leichten Herausheben der Nordostseite geführt hat. Diese Störungszone erklärt offenbar die damit einhergangene, starke Verkieselung des Turons, wie sie in der näheren Umgebung der Störung zu beobachten ist.
Bemerkenswert sind ferner die sehr schönen, tektonisch bedingten Druckkegel im Ligérien. Ihre Harnischstriemung streut um die Vertikalenrichtung.

## Geschichte
Ältestes Bauwerk in Quinsac war die romanische Kirche, die jedoch im 17. Jahrhundert von der jetzigen Kirche Saint-Saturnin ersetzt wurde. Im Jahr 1151 wird Quinsac als Quinciacum erwähnt. Damals wurde die romanische Ortskirche vom Bischof von Périgueux an die Abtei von Uzerche „als Geschenk überreicht“. Das Château de Vaugoubert stammt aus dem 18. Jahrhundert.

## Bevölkerungsentwicklung
| Jahr | Einwohner |  |
| 1962 | 441       |  |
| 1968 | 391       |  |
| 1975 | 427       |  |
| 1982 | 450       |  |
| 1990 | 421       |  |
| 1999 | 425       |  |
| 2005 | 390       |  |
| 2006 | 384       |  |
| 2008 | 383       |  |
| 2010 | 385       |  |
| 2015 | 375       |  |
| 2016 | 369       |  |
| 2019 | 377       |  |

Quelle: INSEE
Quinsac besaß im Jahr 1831 noch 927 Einwohner, 1901 waren es immerhin noch 778 Einwohner. Seit 1962 sind die Bevölkerungszahlen in Quinsac insgesamt unter Schwankungen rückläufig, sie hatten aber in den 1980ern noch einen deutlichen Aufwärtstrend zu verzeichnen.
Im Jahr 1999 setzte sich die Bevölkerung von Quinsac wie folgt zusammen:
- 183 Beschäftigte (43,1 %)
- 108 Rentner (25,4 %)
- 74 Schulpflichtige und Auszubildende (17,4 %)
- 22 arbeitslos gemeldete Personen (5,1 %)
- 38 sonstige beschäftigungslose Personen (8,9 %)

Im Jahr 2005 war die Zahl der Beschäftigten auf 39,7 % gesunken, die Zahl der arbeitslos Gemeldeten auf 5,4 % angestiegen.

## Verwaltung
Bürgermeister von Quinsac ist seit März 2008 der parteilose Rentner des öffentlichen Dienstes Michel Dubreuil. Er wurde im Mai 2020 wiedergewählt.

## Präsidentschaftswahlen 2022
| Kandidaten                       | Kandidaten            | Parteien                      | Parteien            | 1. Wahlgang | 1. Wahlgang | 2. Wahlgang | 2. Wahlgang |
| Kandidaten                       | Kandidaten            | Parteien                      | Parteien            | Stimmen     | %           | Stimmen     | %           |
| -------------------------------- | --------------------- | ----------------------------- | ------------------- | ----------- | ----------- | ----------- | ----------- |
|                                  | Marine Le Pen         | Front national                | FN                  | 79          | 33,05 %     | 109         | 50,93 %     |
|                                  | Emmanuel Macron       | En marche !                   | EM                  | 51          | 21,34 %     | 105         | 49,07 %     |
|                                  | Jean-Luc Mélenchon    | Front de gauche               | FDG                 | 49          | 20,50 %     |             |             |
|                                  | Éric Zemmour          | Reconquête                    |                     | 9           | 3,76 %      |             |             |
|                                  | Valérie Pécresse      | Les Républicains              | LR                  | 20          | 8,37 %      |             |             |
|                                  | Jean Lassalle         | Résistons !                   | R                   | 6           | 2,51 %      |             |             |
|                                  | Anne Hidalgo          | Parti socialiste              | PS                  | 1           | 0,42 %      |             |             |
|                                  | Fabien Roussel        | Parti communiste français     | PC                  | 14          | 5,86 %      |             |             |
|                                  | Nicolas Dupont-Aignan | Debout la République          | DLR                 | 5           | 2,09 %      |             |             |
|                                  | Yannick Jadot         | Europe Écologie-Les Verts     | EELV                | 2           | 0,84 %      |             |             |
|                                  | Nathalie Arthaud      | Lutte Ouvrière                | LO                  | 1           | 0,42 %      |             |             |
|                                  | Philippe Poutou       | Nouveau Parti anticapitaliste | NPA                 | 2           | 0,84 %      |             |             |
|                                  |                       |                               |                     |             |             |             |             |
| Gesamt                           | Gesamt                | Gesamt                        | Gesamt              | 239         | 100 %       | 214         | 100 %       |
|                                  |                       |                               |                     |             |             |             |             |
| Gültige Stimmen                  | Gültige Stimmen       | Gültige Stimmen               | Gültige Stimmen     | 239         | 96,76 %     | 214         | 84,58 %     |
| Ungültige Stimmen                | Ungültige Stimmen     | Ungültige Stimmen             | Ungültige Stimmen   | 8           | 3,24 %      | 39          | 15,42 %     |
| Wahlbeteiligung                  | Wahlbeteiligung       | Wahlbeteiligung               | Wahlbeteiligung     | 247         | 81,79 %     | 253         | 83,77 %     |
| Enthaltungen                     | Enthaltungen          | Enthaltungen                  | Enthaltungen        | 55          | 18,21 %     | 49          | 16,23 %     |
| Registrierte Wähler              | Registrierte Wähler   | Registrierte Wähler           | Registrierte Wähler | 302         |             | 302         |             |
|                                  |                       |                               |                     |             |             |             |             |
| Quelle: Ministère de l'Intérieur |                       |                               |                     |             |             |             |             |

Die Präsidentschaftswahlen 2022 in Quinsac konnte Marine Le Pen knapp für sich entscheiden.

## Wirtschaft

### Beschäftigung
Im Jahr 2015 betrug die erwerbsfähige Bevölkerung zwischen 15 und 64 Jahren 165 Personen bzw. 44,0 % der Gesamtbevölkerung. Seit 2010 ist die Zahl der Arbeitslosen von 21 auf 20 zurückgegangen und die Arbeitslosenquote liegt somit jetzt bei 12,1 %.

### Unternehmen
Am 31. Dezember 2015 waren 32 Unternehmen in Quinsac ansässig, davon 17 im Sektor Handel, Transport oder Dienstleistungen, 6 im Baugewerbe, 4 in der Industrie, 3 in Landwirtschaft, Forsten und Fischerei und 2 im Sektor Verwaltung, Bildung, Gesundheit oder Soziales.

## Sehenswürdigkeiten
- Kirche  Saint Saturnin aus dem 17. Jahrhundert.
- Schloss Château de Vaugoubert aus dem 18. Jahrhundert.
- Kartause (Chartreuse) von Quinsac.
- Taubenturm von Villeviale.
- Alte Brücke über die Dronne im Westen des Ortskerns.

## Photogalerie

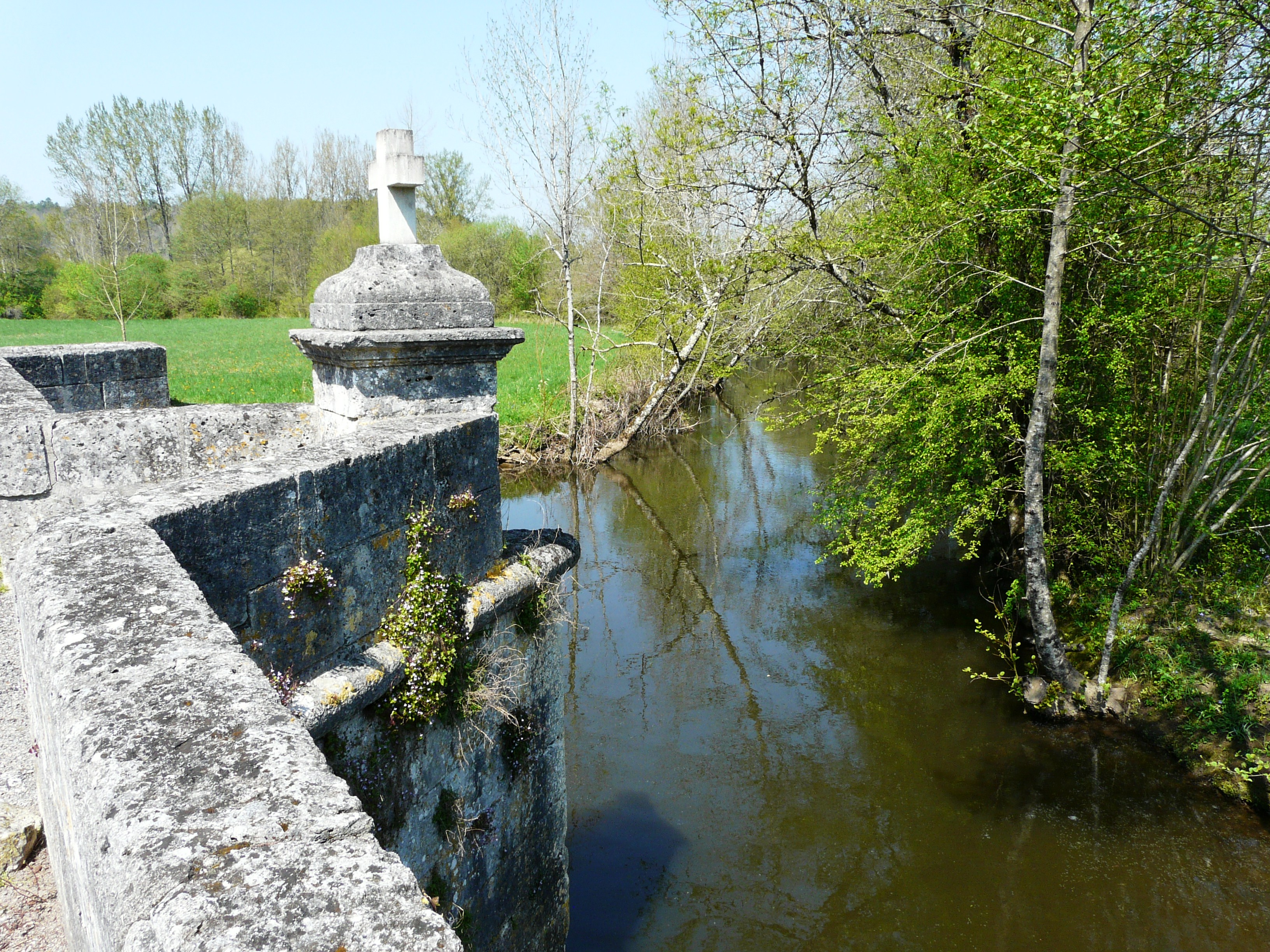
Die Dronne stromaufwärts der alten Brücke
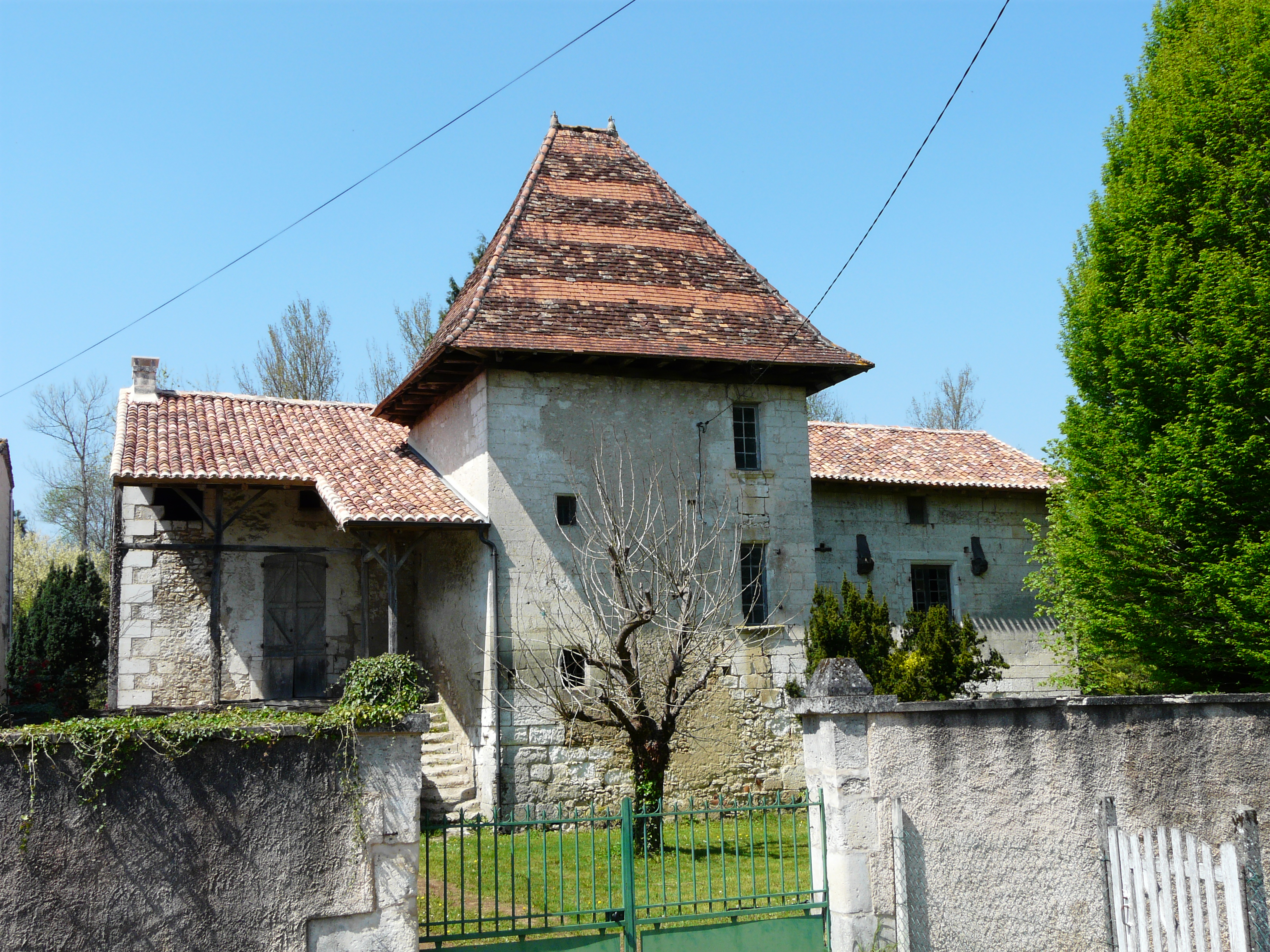
Kartause von Quinsac
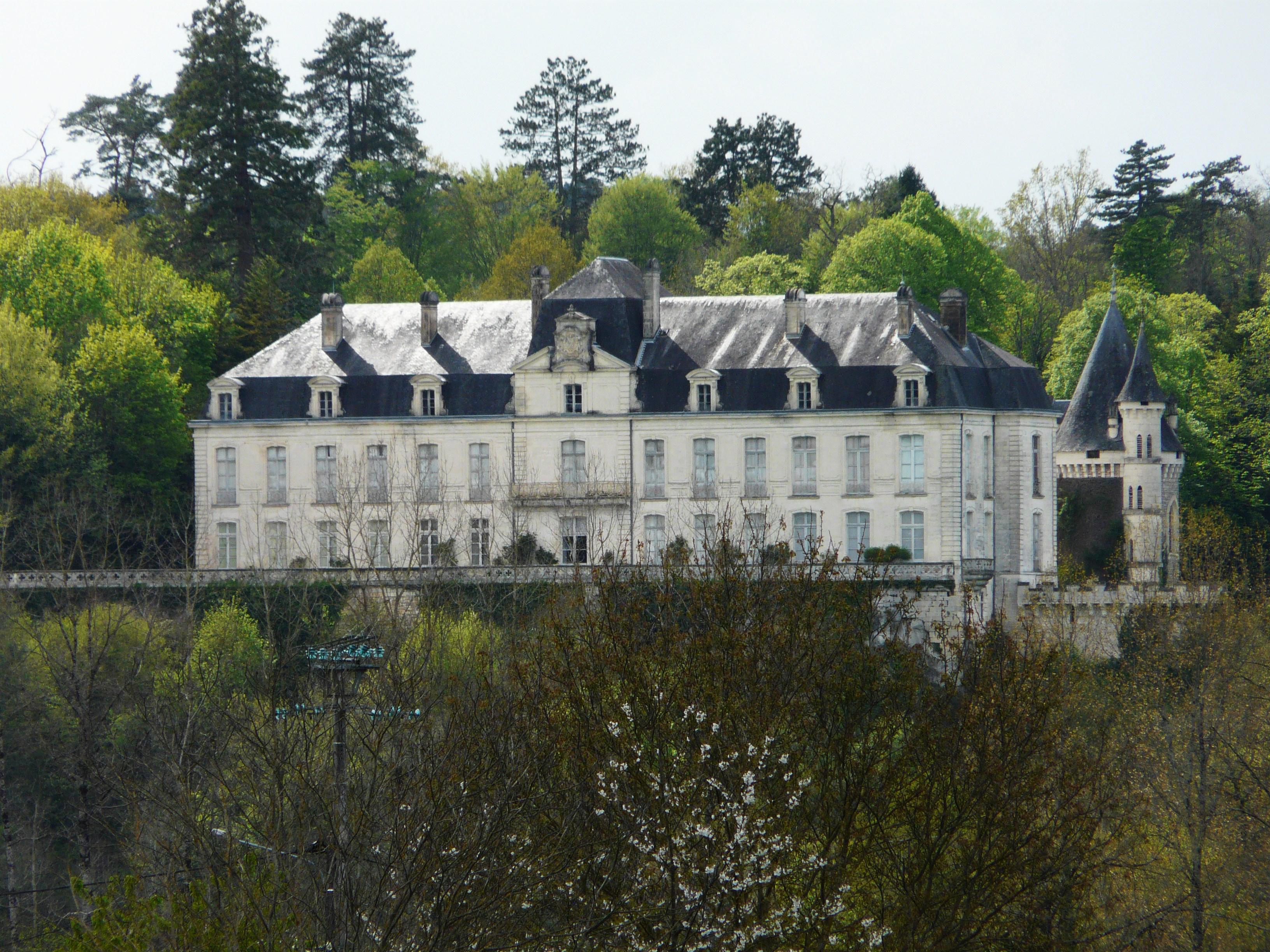
Das Château de Vaugoubert
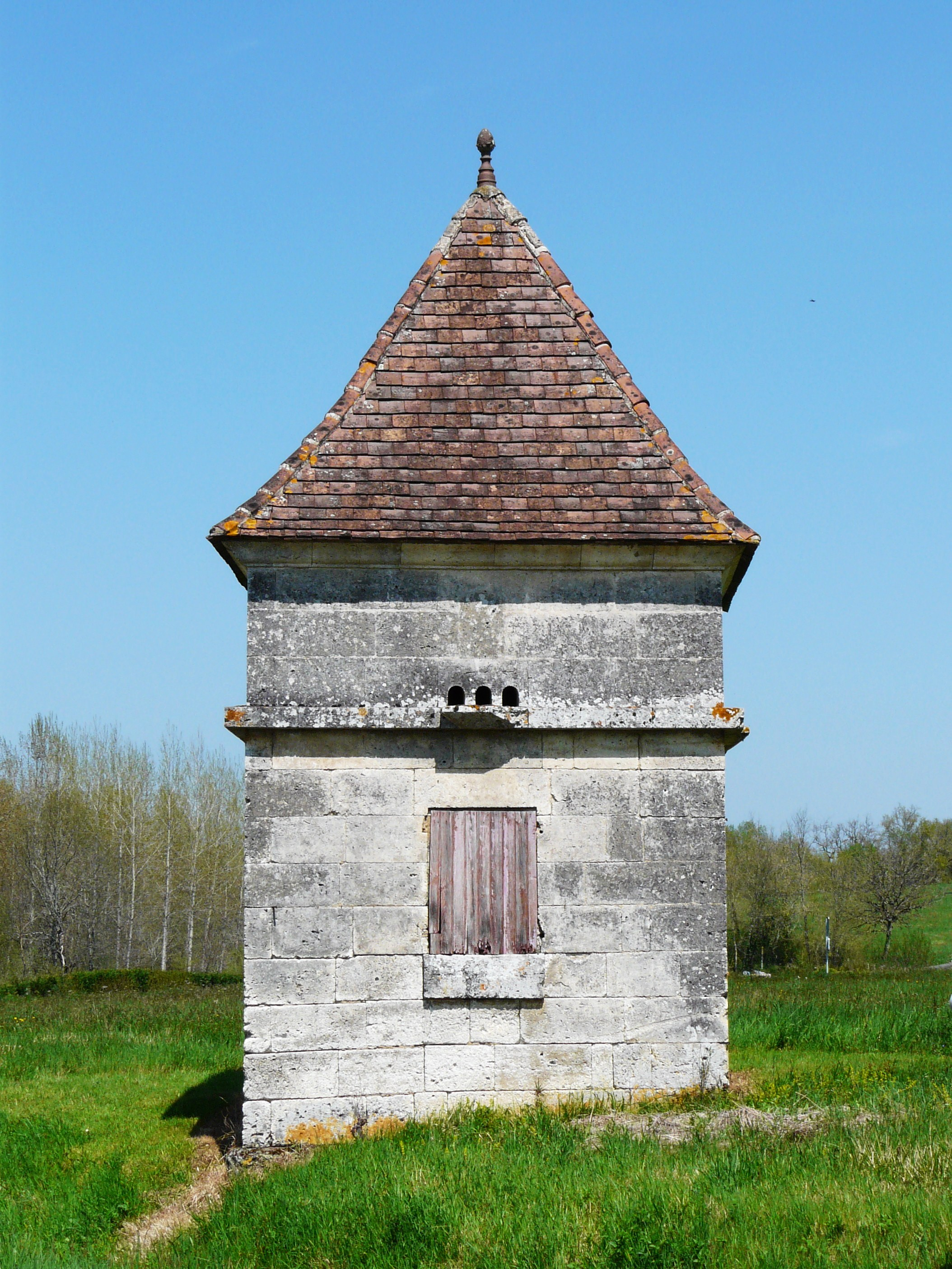
Der Taubenturm von Villeviale
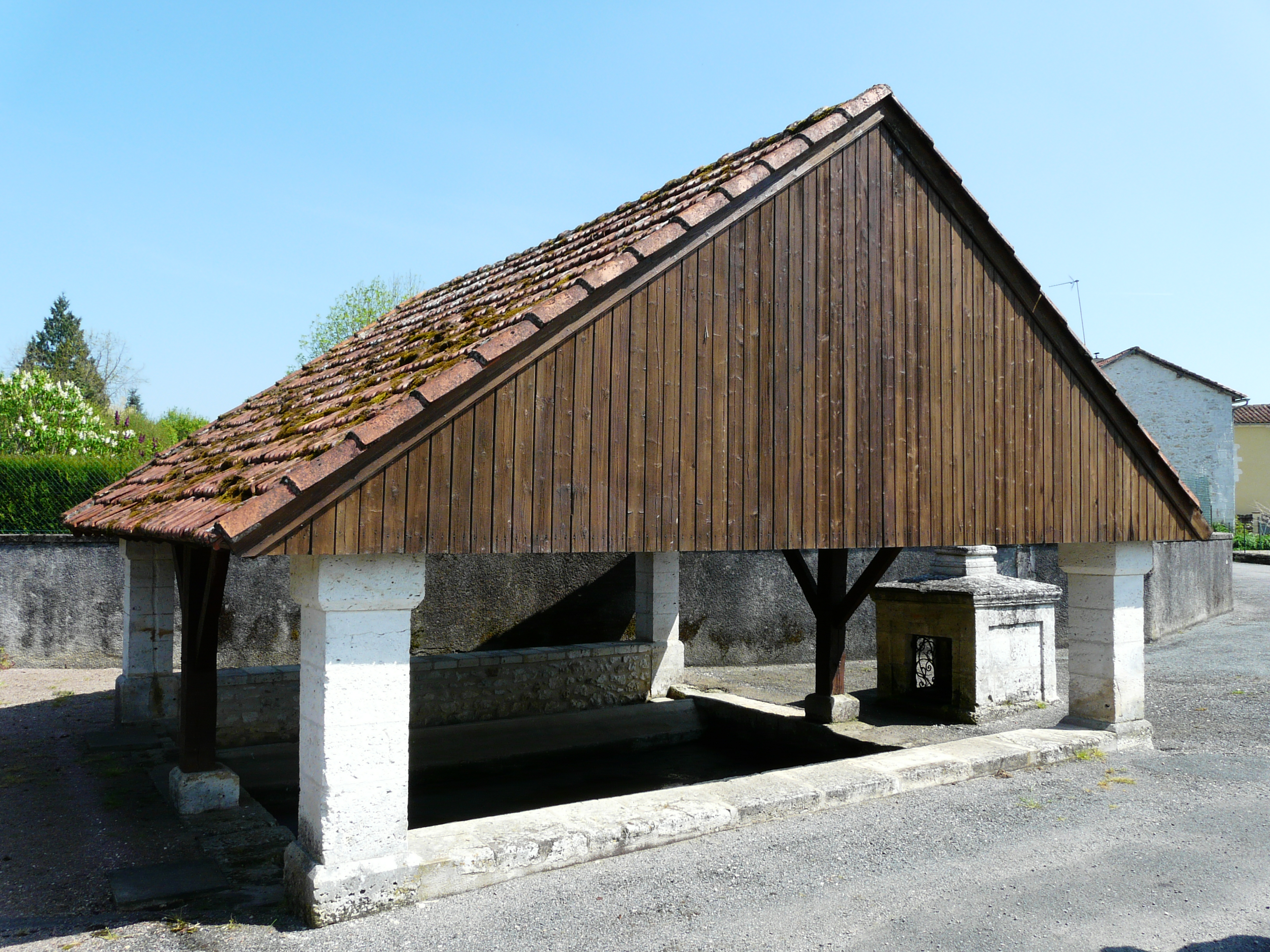
Waschhaus im Ortskern
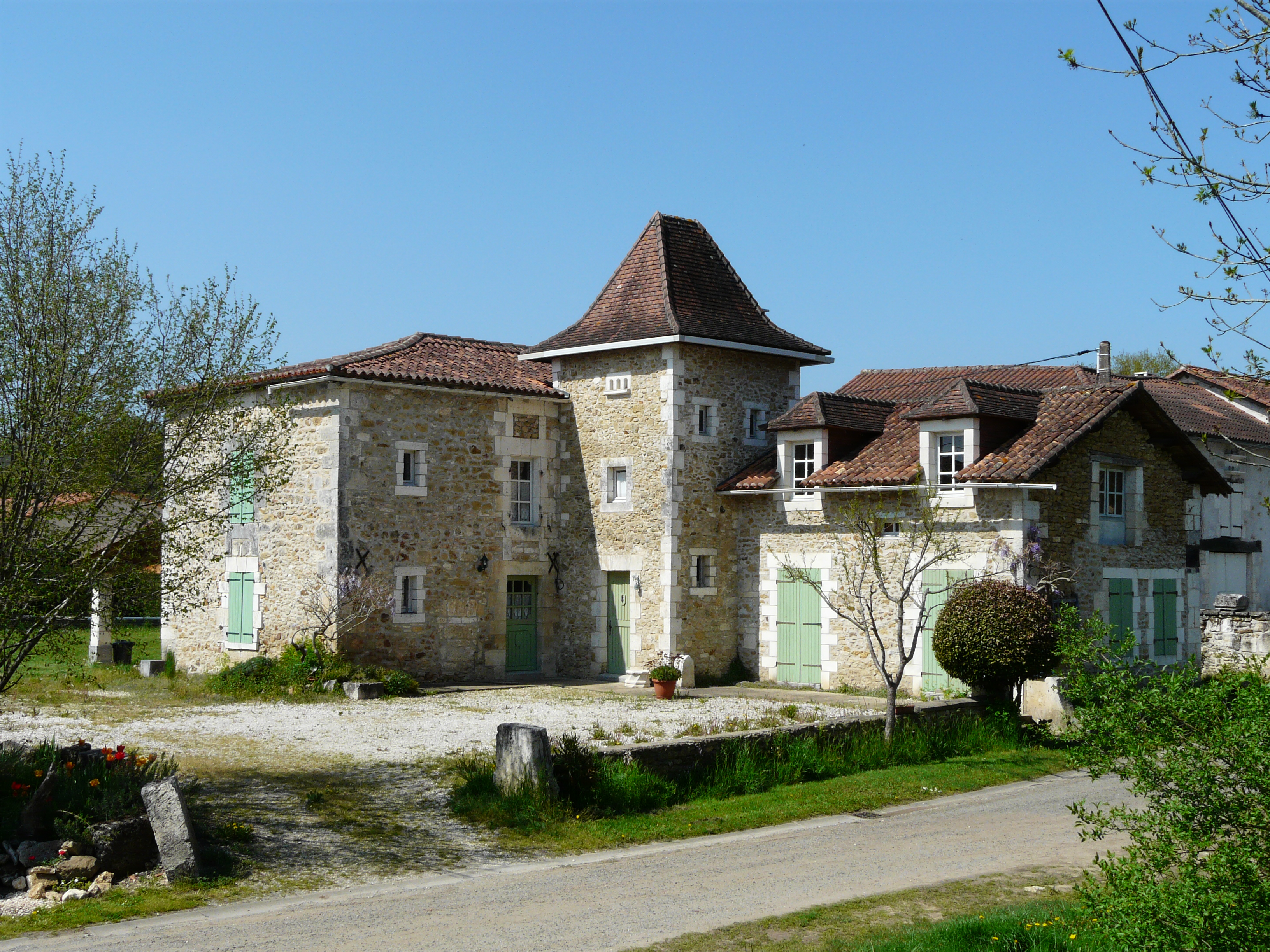
Der Weiler Laumède
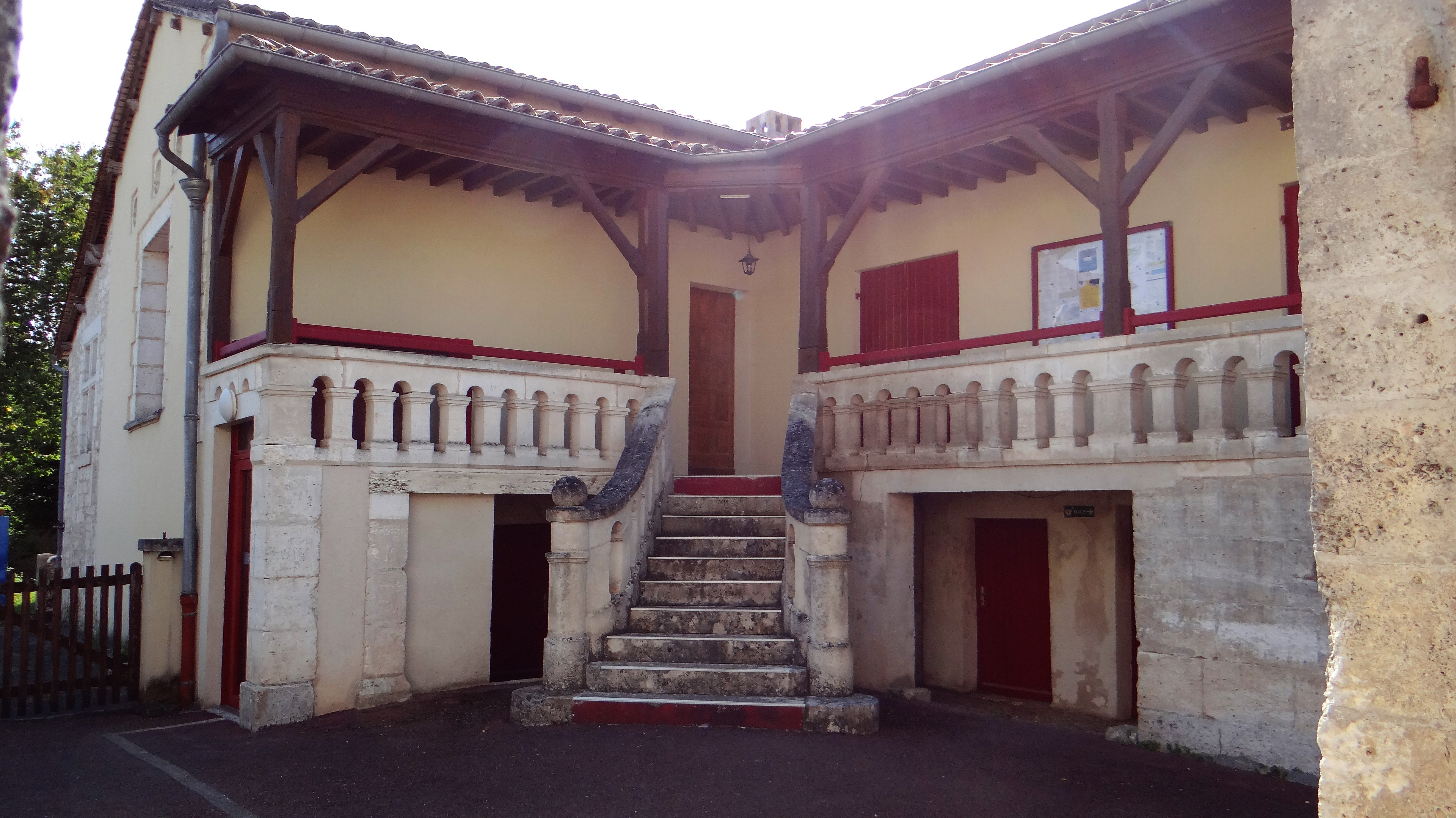
Rathaus von Quinsac
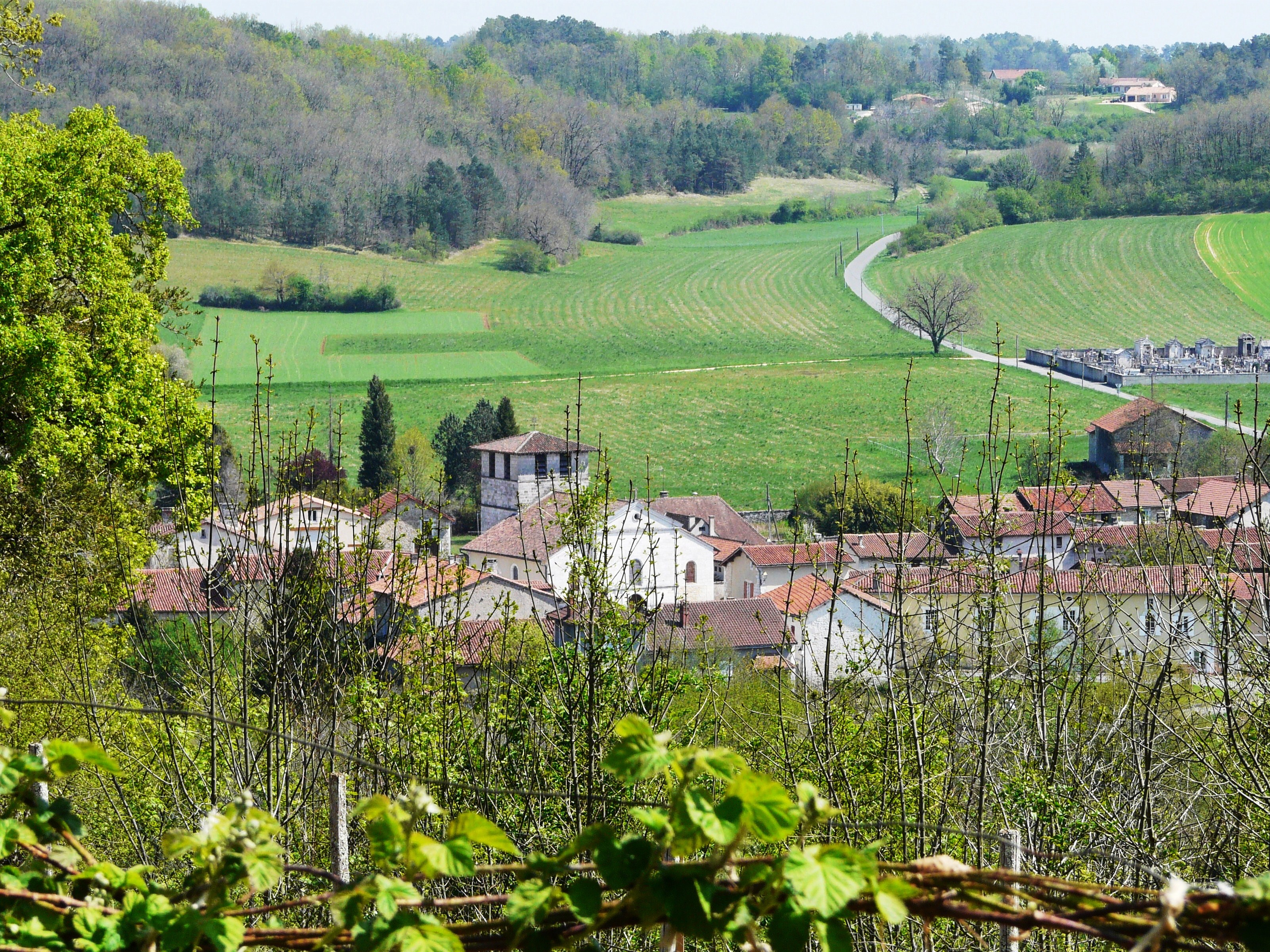
Ortsansicht aus Westen
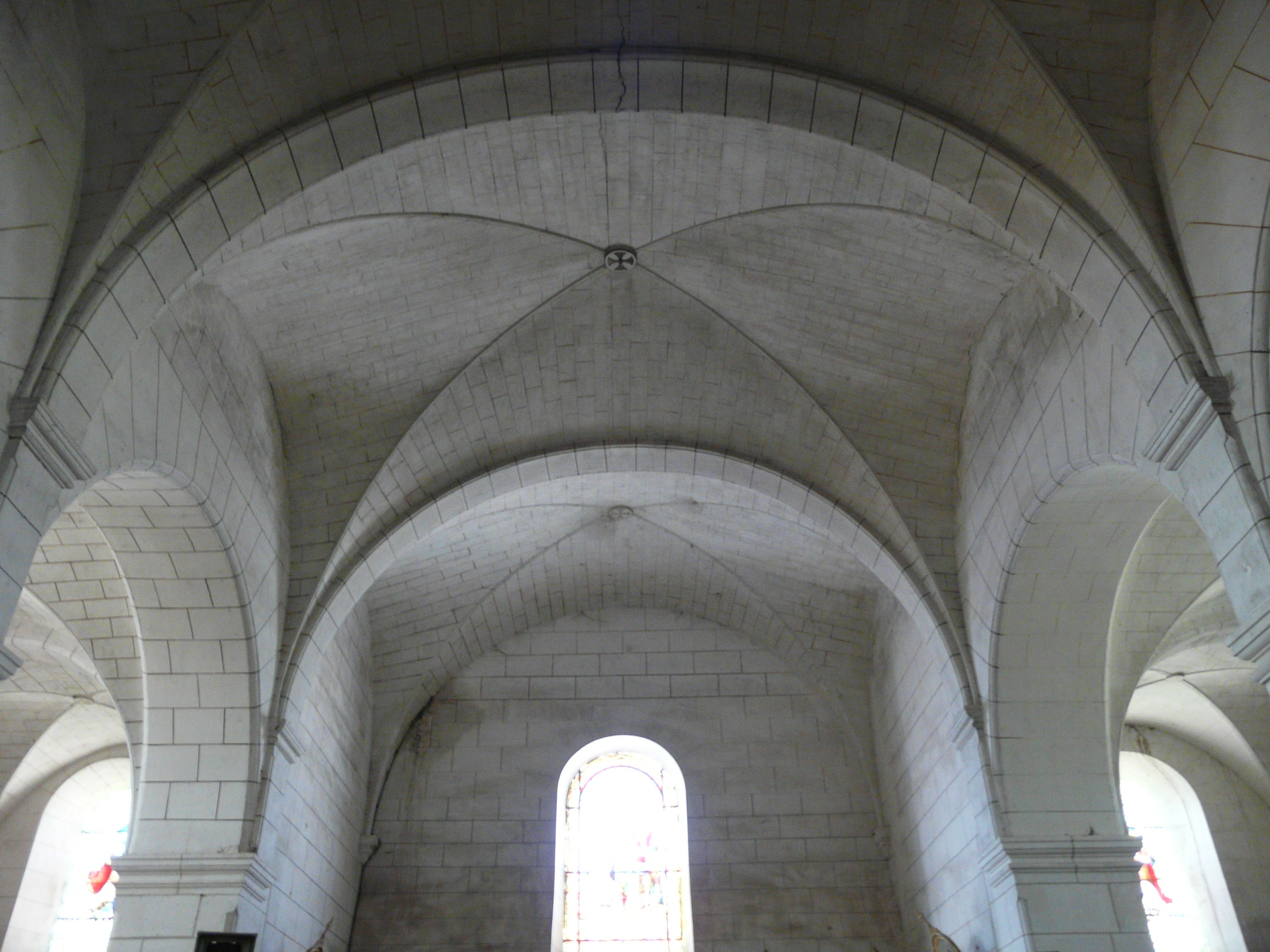
Deckengewölbe von Saint-Saturnin
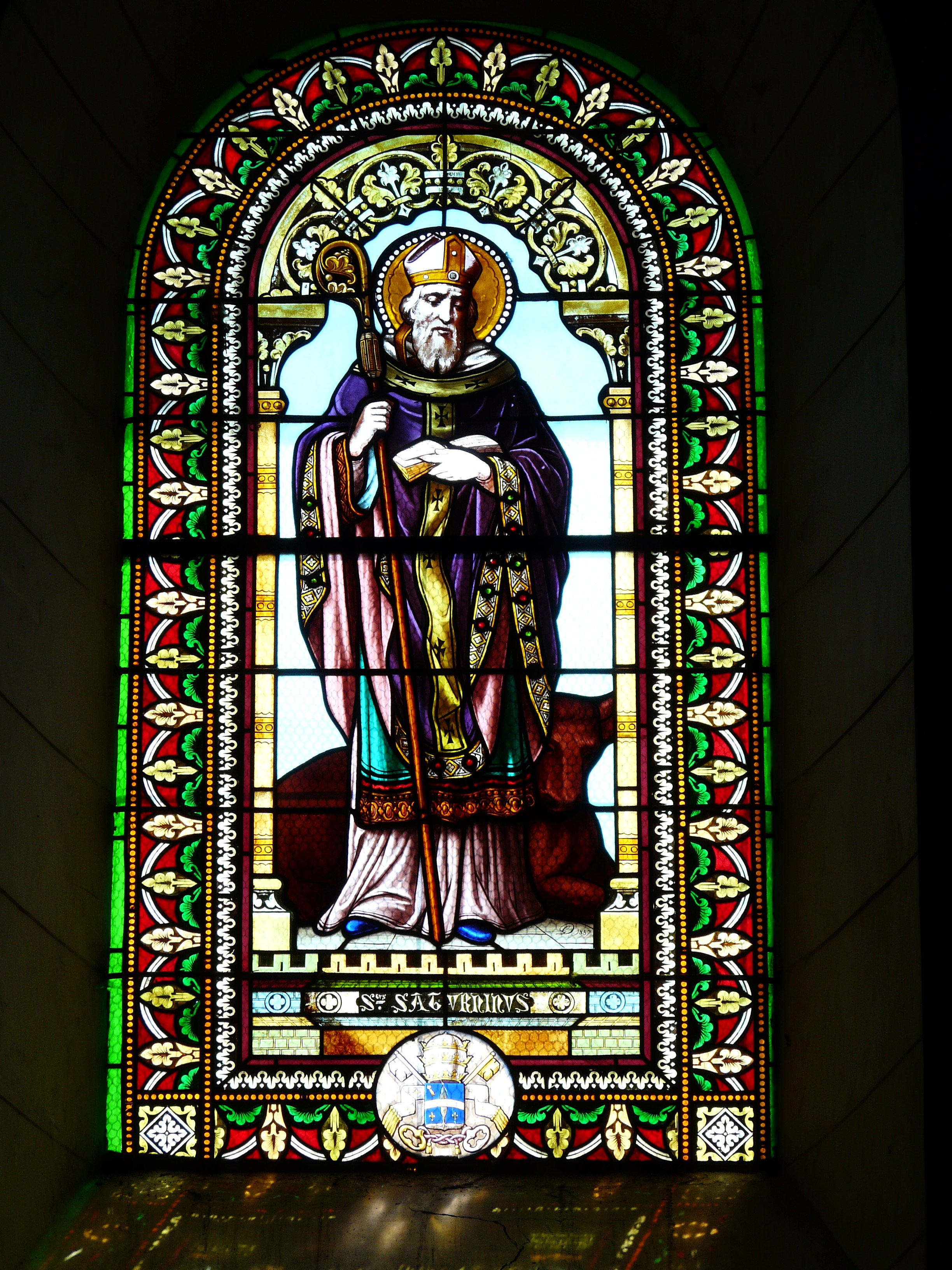
Buntglasfenster mit Saint-Saturnin
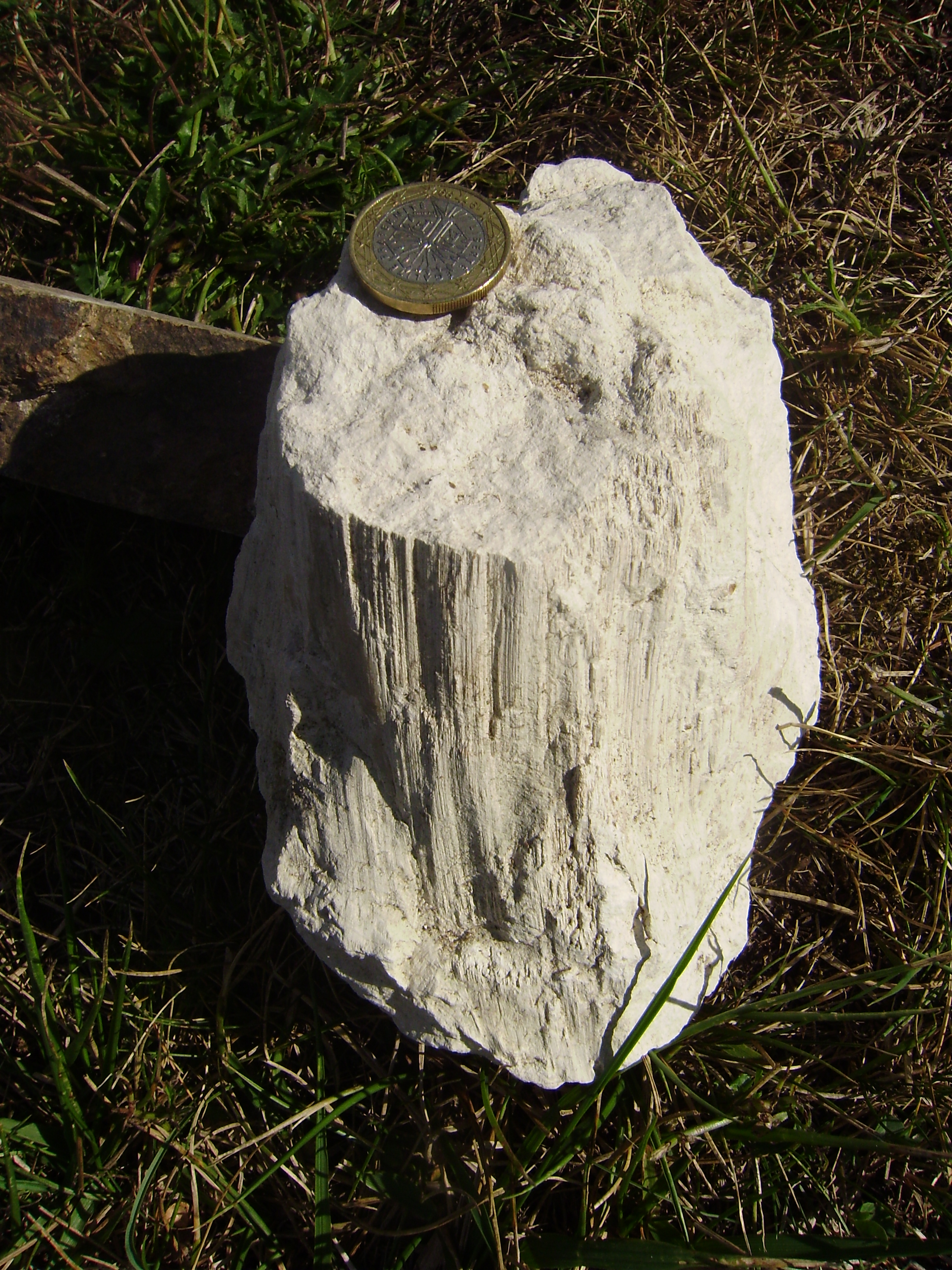
Druckkegel mit Harnischstriemung im Ligérien bei Doumejièras